# Back to the Known
Back to the Known – czwarty album punkrockowej grupy Bad Religion. Płyta ta zawiera pięć piosenek i trwa niewiele ponad dziesięć minut. Oryginalnie była wydawana na winylach o formacie dwunastu cali, z czego na pierwszej stronie znajdował się cały materiał muzyczny, natomiast na drugiej nie znajdowała się żadna muzyka ani dźwięk.
Cały materiał wydano ponownie na albumie 80–85 z 1991 roku. Po raz kolejny płyta ta ukazała się w 2004 roku na zremasterowanej wersji płyty „How Could Hell Be Any Worse?”.
Na tej płycie rolę gitarzysty pełni Greg Hetson i od tej chwili był on już stałym członkiem zespołu.

## Lista utworów
1. „Yesterday” – 2:39
2. „Frogger” – 1:19
3. „Bad Religion” – 2:10
4. „Along the Way” – 1:36
5. „New Leaf” – 2:53

## Skład zespołu
- Greg Graffin – wokal, produkcja
- Greg Hetson – gitara
- Tim Gallegos – gitara basowa
- Pete Finestone – perkusja